# Lovci a sběrači

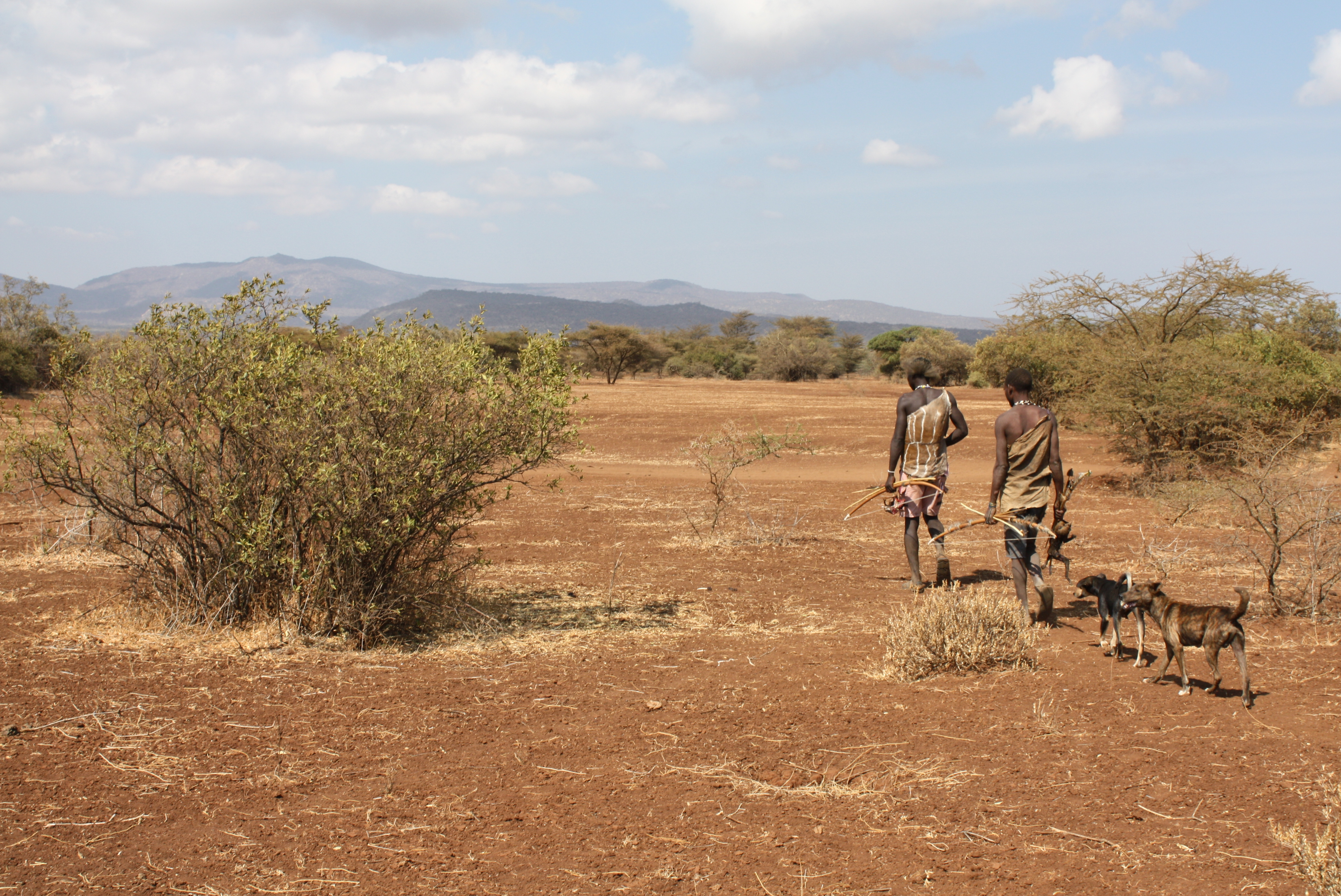
Dva muži kmene Hadza se vrací z lovu. Hadzové jsou jednou z mála afrických společností, které dosud praktikují lov a sběr

Lovci a sběrači je rovnostářský typ společnosti, která získává většinu potravy prostřednictvím lovu divokých zvířat a sběru jiné volně se vyskytující potravy – planě rostoucích rostlin a jejich plodů, hmyzu, mlžů, plžů či medu – přičemž sběr převažuje nad lovem. Mezi lovci mohl být i podstatný poměr žen. Strava je kalorická, ale i přes více pohybu než lidé v moderní společnosti spálí kalorií podobně. Jsou to kočovníci, neboť se musí neustále přesouvat z místa na místo v důsledku vyčerpání lovišť a zdrojů. Vyprávění příběhů učí spolupráci a rovnosti a přitom nevyžaduje moralizování náboženstvím. V jejich společnosti nerozhoduje příbuznost. V kontrastu s tím stojí hierarchické zemědělské společnosti, které získávají většinu potravy prostřednictvím pěstování a chovu domestikovaných rostlin a živočichů.
Lov a sběr je prvotním způsobem obživy rodu Homo, který byl praktikován po většinu lidské existence. K vymírání pleistocenní megafauny mohl přispět nadměrný lov velkých zvířat jako mamut, Diprotodon a Megatherium moderními lidmi, kteří začali expandovat mimo Afriku. Po nástupu neolitické revoluce, kdy lidé objevili zemědělství, však byli lovci a sběrači ve velké části světa nahrazeni evolučně pokročilejšími zemědělci a pastevci. Lovci a sběrači však mají lepší imunitu. Analýza DNA ukázala, že bylo časté genetické mísení se zemědělci.
Zatímco na Blízkém východě se s koncem doby ledové v průběhu epochy zvané mezolit rozvíjela domestikace zvířat a také zemědělství, čímž vznikla neolitická společnost, tak na území dnešní České republiky ještě dlouho poté přežíval lovecko-sběračský způsob života. Zemědělství se do Evropy rozšířilo s neolitickými zemědělci z Anatolie, kteří začali před asi 8000 lety migrovat do Evropy. Trvalo ještě 2000 let, než se zemědělství prosadilo ve většině Evropy. Ve střední Evropě zemědělci vytvořili kulturu s lineární keramikou a osídlili především nejúrodnější oblasti kolem řek, zatímco původní lovci a sběrači se stáhli do oblastí méně vhodných pro zemědělství a obě společenství existovala po delší dobu paralelně vedle sebe.
Dnes lov a sběr jako hlavní způsob obživy praktikuje pouze minimum společností a i ty jej často doplňují pěstováním plodin či chovem zvířat. Nicméně lovci a sběrači mají více volného času než pokročilejší společnosti. Mezi poslední přežívající skupiny lovců a sběračů patří afričtí Křováci a Pygmejové, asijští Negritové a některé indiánské kmeny v amazonském pralese.